# Бьенмесабе
Бьенмесабе (исп. Bienmesabe, «мне вкусно»)  — испанский десерт, приготовленный из мёда, яичного желтка и молотого миндаля в качестве основных ингредиентов. Его консистенция значительно варьируется в зависимости от используемых рецептов. Является одним из самых популярных десертов в кухне Канарских островов. Считается, что на него повлияла кухня мавров. 

## Обзор

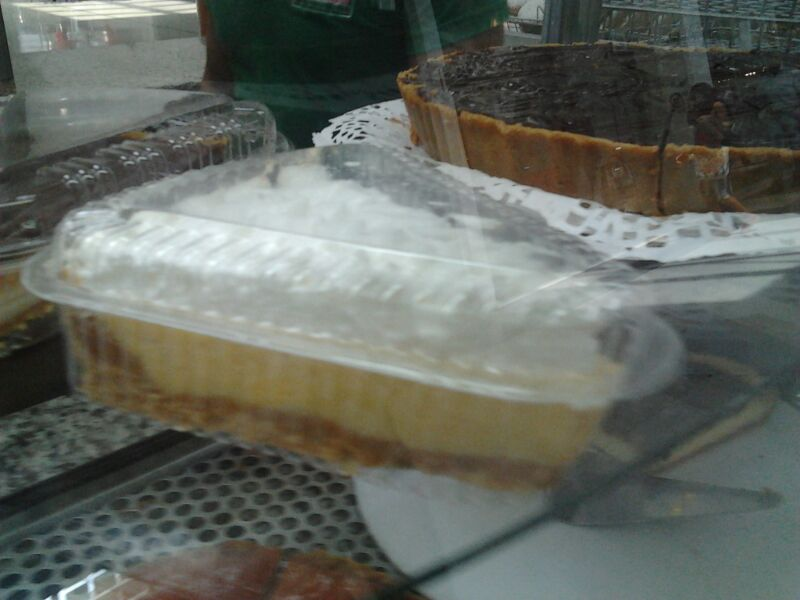
Бьенмесабе домашнего приготовления

Мёд, яичный желток и молотый миндаль являются основными ингредиентами при приготовлении бьенмесабе , а некоторые версии готовятся с использованием сахара. Дополнительные ингредиенты могут включать цедру лимона, корицу и сладкое вино или херес .
Консистенция бьенмесабе сильно различается в зависимости от методов приготовления и может варьироваться от консистенции липкого соуса , густых сливок  или меренги, до заварного крема или торта. Хорошо охлажденные версии могут иметь консистенцию тоффи . В качестве соуса биенмесабе иногда подают с мороженым.

## Вариации

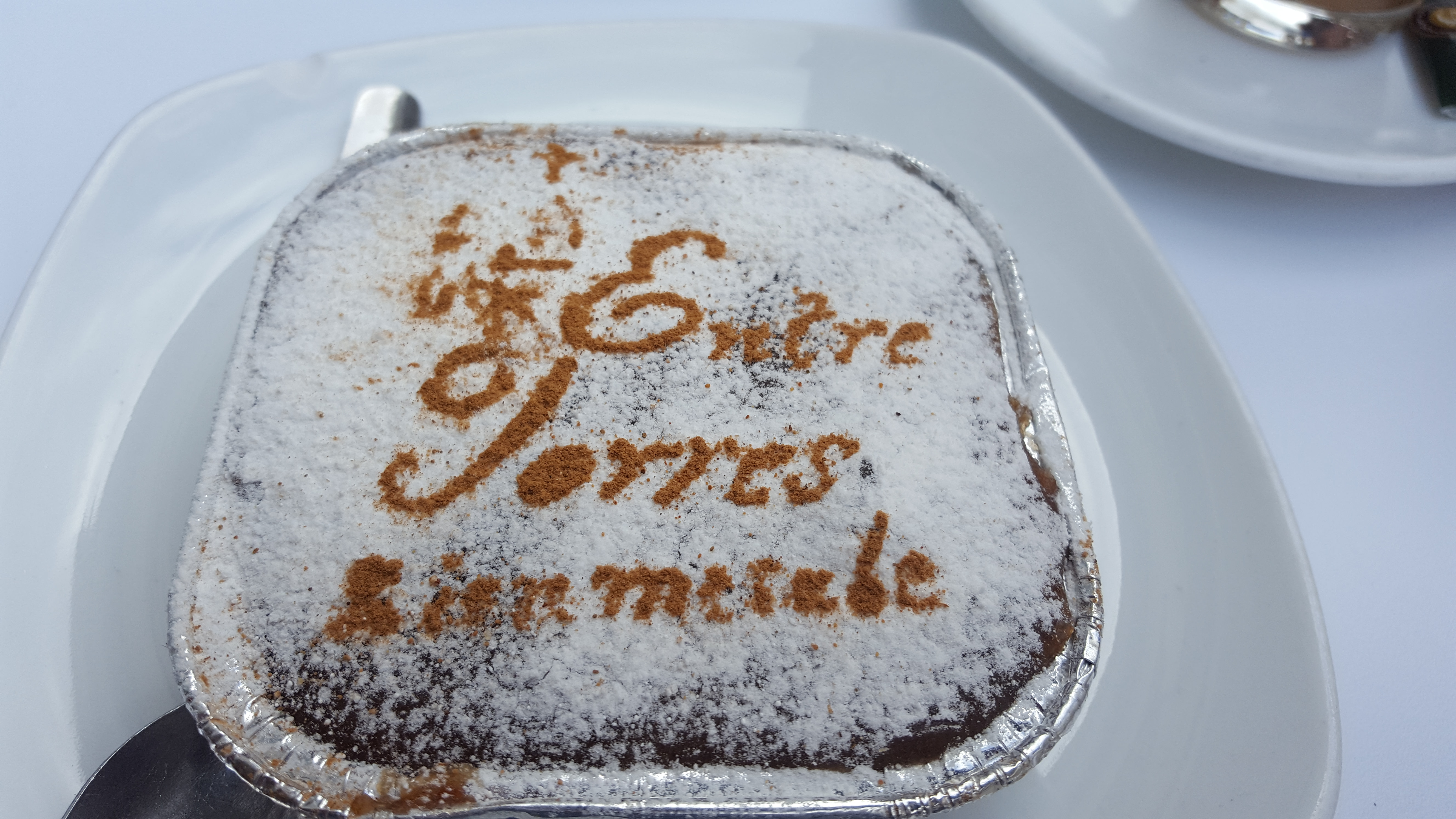
Биенмесабе по-антекерански

### Панама
В панамской кухне биенмесабе — это десертное блюдо, приготовленное из молока, риса и панелы (нерафинированного цельного тростникового сахара), приготовленное на медленном огне.

### Пуэрто-Рико
В пуэрто-риканской кухне биенмесабе — это сладкий сироп, приготовленный из кокосового молока, яичного желтка, рома и сахара. Им поливают такие сладости, как печенье савоярди, бисквит и бамия .

### Перу
В Перу бьенмесабе — это сладость, которая существует с XIX века . Популярным стал тот сорт, который готовится в Лиме и содержит сладкий картофель в качестве основного ингредиента . Есть и другие варианты, которые включают в себя традиционные продукты региональной кухни, такие как тыква, заварное яблоко или лукума в Ламбаеке .

### Испания

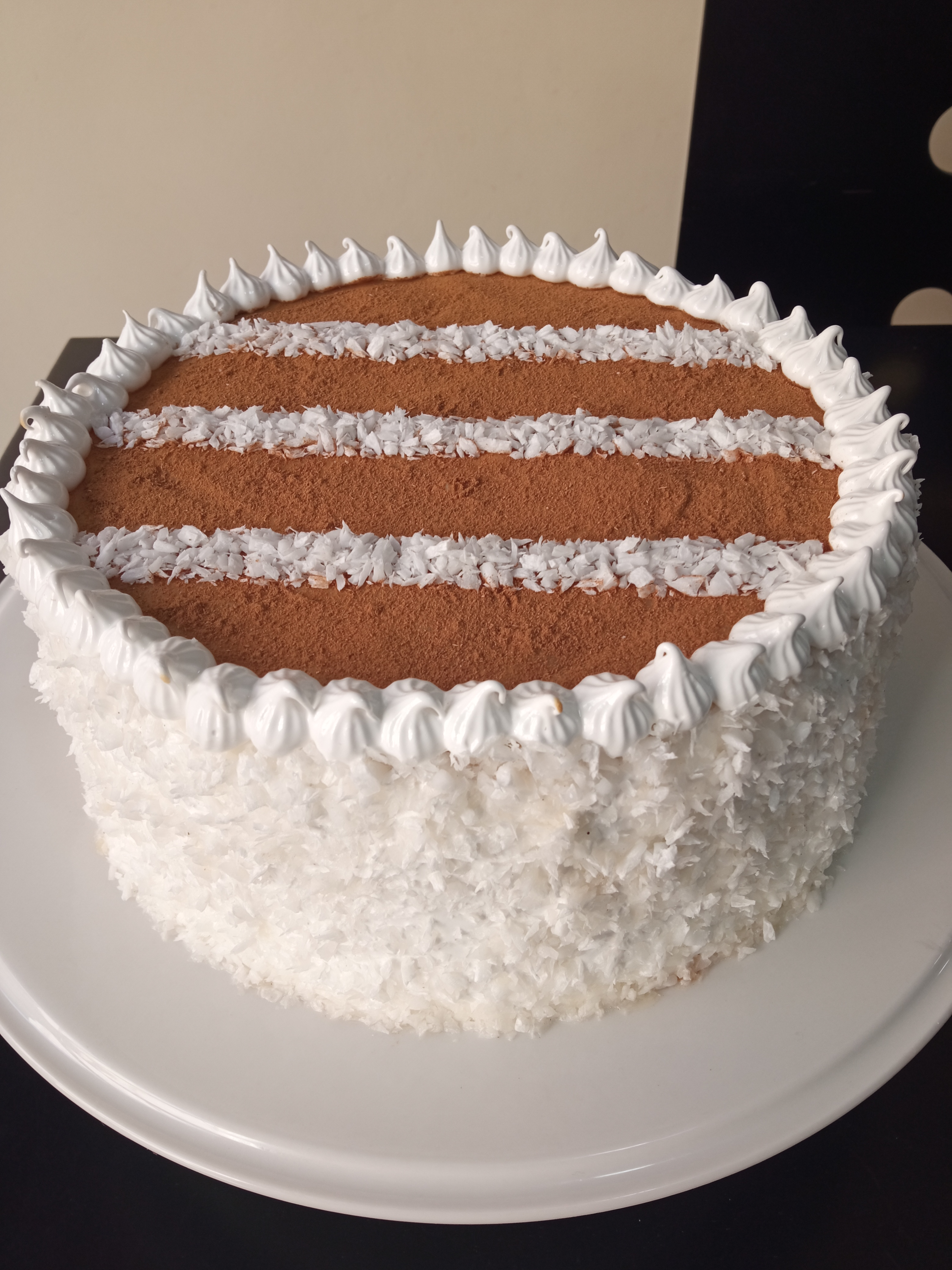
Биенмесабе в виде торта

Биенмесабе по-антекерански готовится в форме марципанового торта, который имеет мягкую текстуру и покрыт сахаром .
Бьенмесабе — популярный десерт в кухне Канарских островов, где его подают с печеньем кошачьи язычки . Печенье можно подавать отдельно или измельчить и подавать на десерт . Он был описан как «самый известный» десерт в канарской кухне .
Его происхождение восходит к европейской эпохе завоевания островов (в XV веке) испанскими поселенцами, которые, в свою очередь, были подвержены арабским традициям, распространившимся в Испании во время мусульманской оккупации на протяжении семи веков. Канарский бьенмесабе готовится из яйца, тёртого миндаля, пальмового мёда и тёртого лимона. Он имеет густую, зернистую и маслянистую текстуру . Его можно есть отдельно или с другими блюдами, например, с мороженым. Также можно добавить ром .

### Венесуэла
В венесуэльской кухне биенмесабе — традиционный пирог, приготовленный из кокоса и ликера . Также существует вариант сладкого бисквита, пропитанного смесью яичных желтков и кокосового молока .